# Log Cabin Girl
Log Cabin Girl (tradução livre: Garota do Chalé) é uma personagem do filme 007 O Espião Que Me Amava (The Spy Who Loved Me), décimo filme da franquia cinematográfica do espião britânico James Bond, criado por Ian Fleming. Foi interpretada na tela pela atriz Sue Vanner.

## No filme
Sem nome próprio declarado, a personagem aparece apenas no início do filme, na sequência pré-títulos de abertura. Agente dupla da KGB soviética com ordens para seduzir James  Bond, ela está na cama aos beijos com o espião, nus e cobertos apenas com algumas peles, num chalé nas montanhas nevadas dos Alpes Franceses, quando 007 recebe uma mensagem de M em seu relógio, mandando-o apresentar-se ao quartel-general em Londres imediatamente. Quando ele se veste e sai do chalé, ela pega um rádio escondido numa sacola e comunica aos homens da KGB escondidos nas montanhas do lado de fora que o espião saiu. O líder destes homens, Sergi Markov, é morto por Bond na perseguição de esquis que se segue. Markov era o amor da vida da Major Anya Amasova,  agente russa Triplo X e parceira de Bond durante todo o filme, que jura matá-lo ao fim da missão conjunta ao saber que ele é o assassino de seu amante.

## Literatura
Após a morte de Fleming, diversos autores escreveram livros sobre James Bond. No caso do filme The Spy Who Loved Me, que nada tem a ver com o livro original além do título, posteriormente foi escrito um livro sobre a história mostrada no cinema, James Bond, The Spy Who Loved Me, escrito pelo roteirista do filme, Christopher Wood. Nesta romantização do filme, a personagem recebe um nome, Martine Blanchaud, e uma participação maior na trama.[carece de fontes?]